# Netlist
Une netlist décrit un circuit électrique (e.g. circuits imprimés, circuits intégrés). Un circuit électrique de base est composé d’éléments électriques (capacitances, résistances, inductances) reliés par des fils conducteurs. 
Une netlist peut être composée de plusieurs sous-circuits, qui peuvent quant à eux, être instanciés dans d'autres circuits et/ou sous-circuits.
Une netlist sert souvent comme point d'entrée d'un simulateur électrique et peut être écrite à la main, mais aussi obtenue à partir d'un outil d'extraction ou de synthèse.